# Nowy Antonin
Nowy Antonin – wieś w Polsce położona w województwie lubelskim, w powiecie lubartowskim, w gminie Firlej.
| SIMC    | Nazwa | Rodzaj    |
| ------- | ----- | --------- |
| 1020186 | Rzym  | część wsi |

W latach 1975–1998 miejscowość administracyjnie należała do ówczesnego województwa lubelskiego.
Wieś stanowi sołectwo gminy Firlej. Według Narodowego Spisu Powszechnego (III 2011 r.) wieś liczyła 382 mieszkańców.
Wierni Kościoła rzymskokatolickiego należą do parafii Przemienienia Pańskiego w Firleju.